# Colonne de Jupiter
Une colonne de Jupiter (en allemand : Jupitergigantensäule ou Jupitersäule ; Jupiter Column en anglais ; Jupitergigantenzuil ou Jupiterzuil en néerlandais ) est un monument archéologique appartenant à un genre qui était répandu en Germanie lors de la présence romaine.
De telles colonnes expriment les croyances religieuses de leur époque. Elles ont été construites aux IIe et IIIe siècles de notre ère, principalement à proximité de colonies ou de villas romaines dans les provinces germaniques.
On trouve également quelques exemples de colonnes de Jupiter  en Gaule et en Grande-Bretagne.

## Iconographie

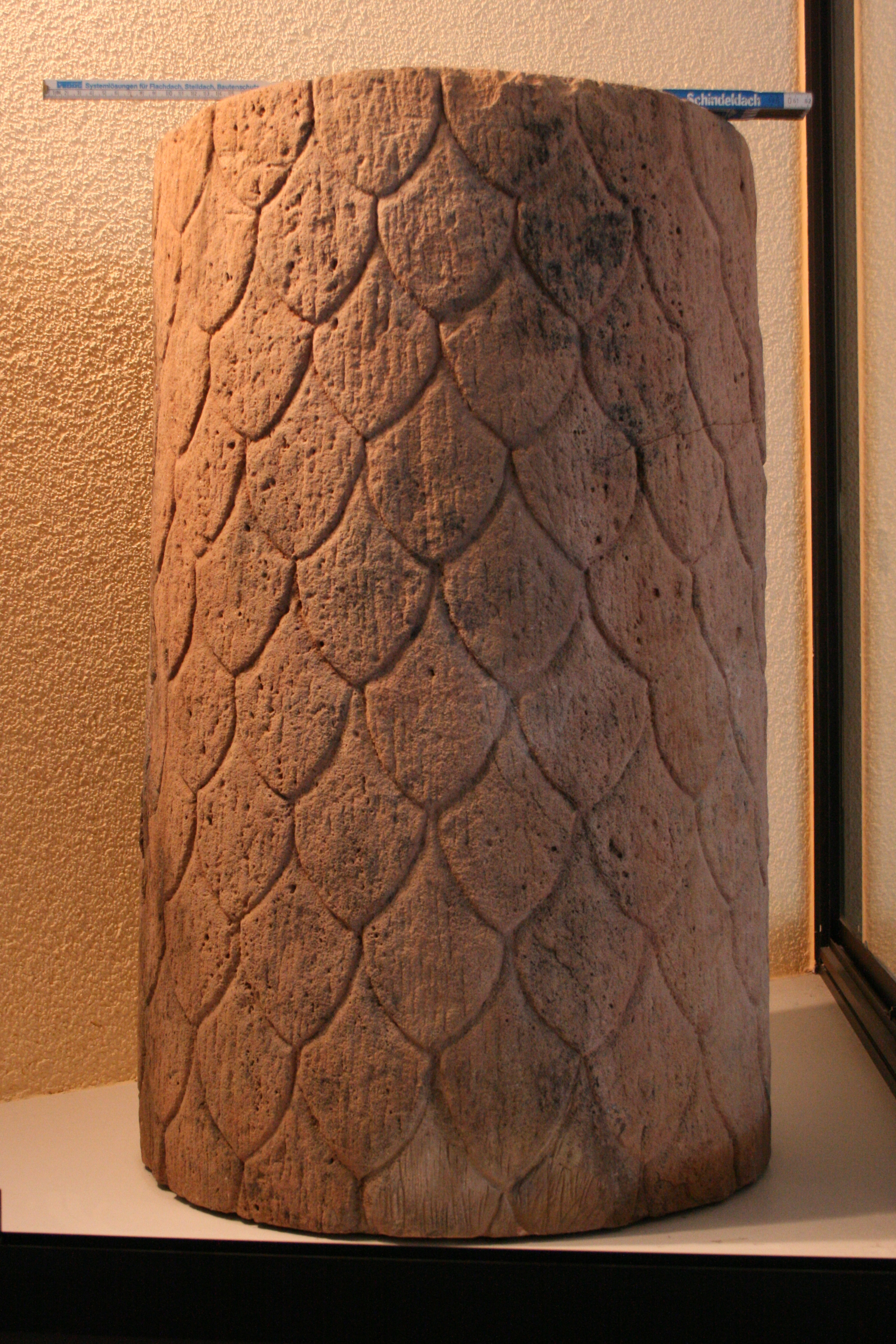
Motif en écaille de colonne

La base des monuments était normalement constituée d'un bas-relief des quatre divinités représentant généralement Junon, Minerve, Mercure et Hercule.
Elle devait soutenir une représentation gravée des personnifications des sept jours de la semaine, qui, à leur tour, supportaient une colonne ou un pilier, normalement décoré d'un motif d'écailles.
La colonne était couronnée d'une statue de Jupiter, généralement à cheval, marchant sur un Géant (généralement représenté comme un serpent). Dans certains cas (par exemple à Walheim ), le sommet de la colonne était orné de quatre têtes, généralement interprétées comme des représentations des quatre parties de la journée (matin, midi, soir et nuit).
La hauteur totale d'une colonne de Jupiter était normalement d'environ 4 mètres, mais certains spécimens reconstitués sont plus grands, par ex. la célèbre Grande colonne de Jupiter à Mayence avec une hauteur de plus de 9 m.
Les colonnes de la Haute-Allemagne représentent généralement Jupiter battant un Géant, comme décrit ci-dessus, et sont aujourd'hui connues en Allemagne et aux Pays-Bas sous le nom de "Colonnes de Jupiter avec Géant": en allemand Jupitergigantensäulen et en néerlandais sous le nom de Jupitergigantenzuil.
En Germanie-inférieure, Jupiter est généralement représenté intronisé sans le Géant ; ces monuments sont maintenant communément appelés simplement "Colonnes de Jupiter".

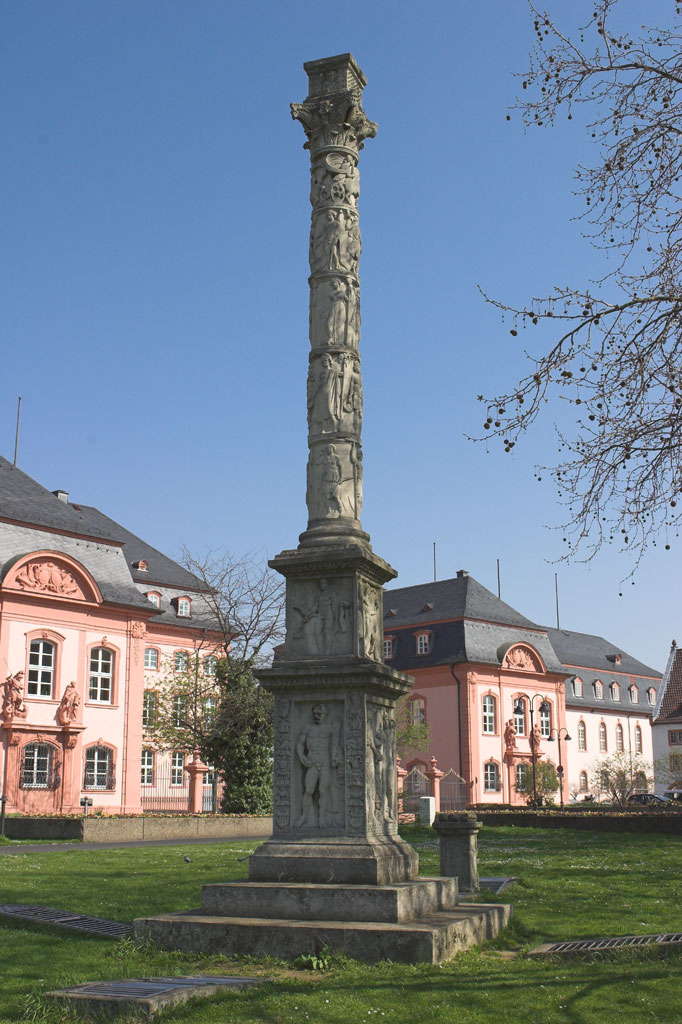
Colonne de Jupiter à l’extérieur de Mayence (reconstruction, l’original se trouve au Musée régional de Mayence)
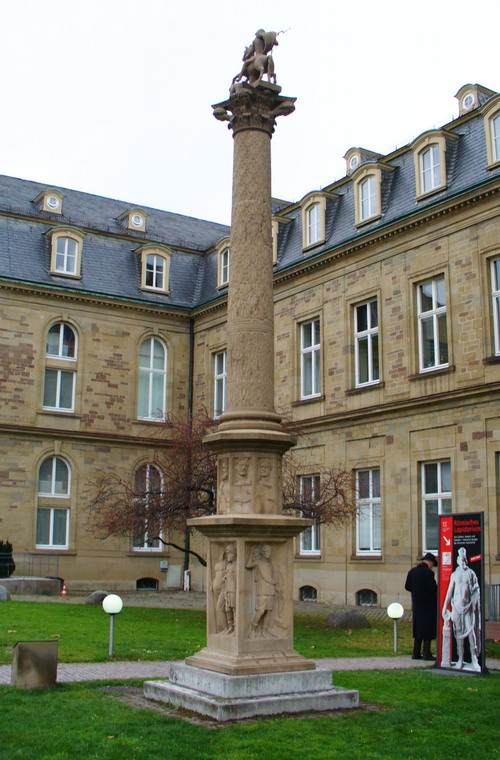
Colonne de Jupiter dans le nouveau Palais de Stuttgart, reconstruction de la colonne de Hausen an der Zaber
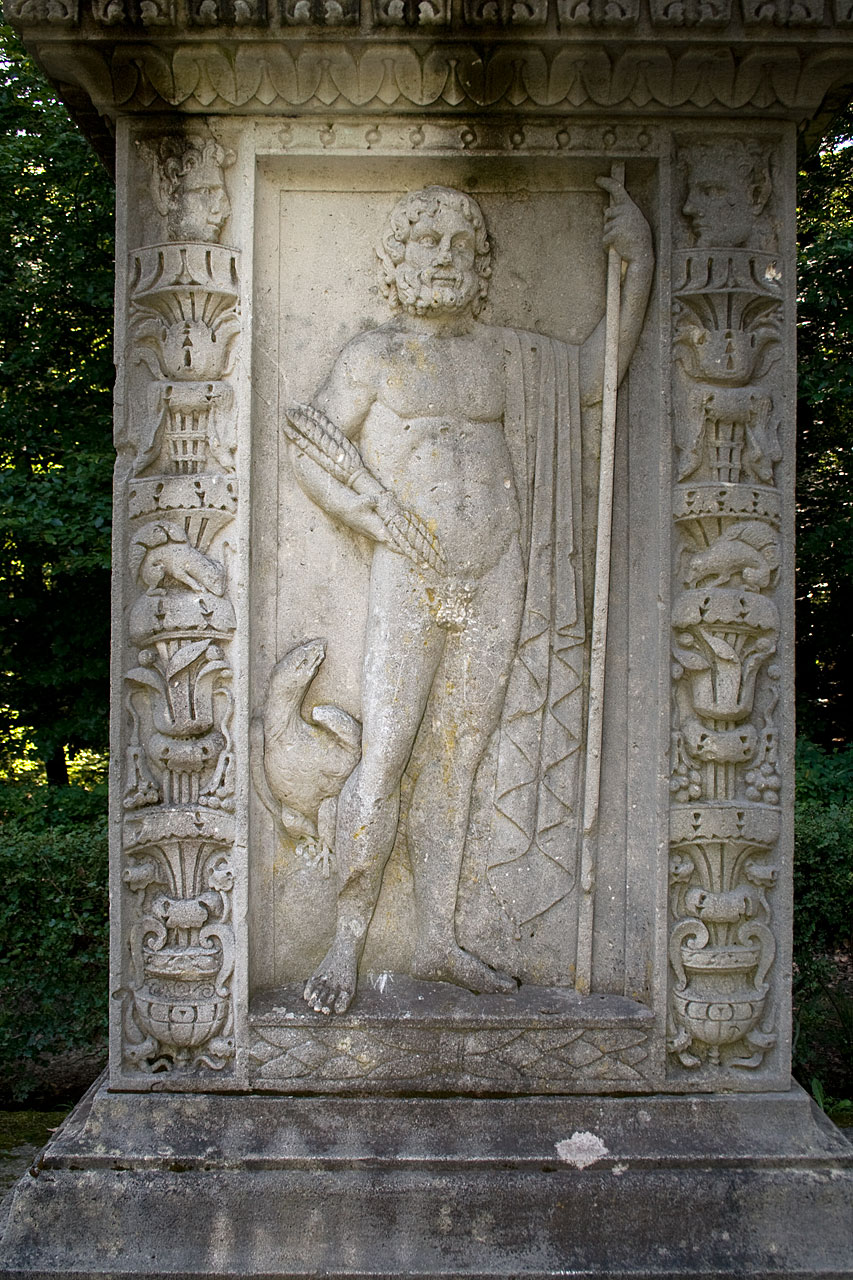
Une face d'un Socle de Colonne de Jupiter
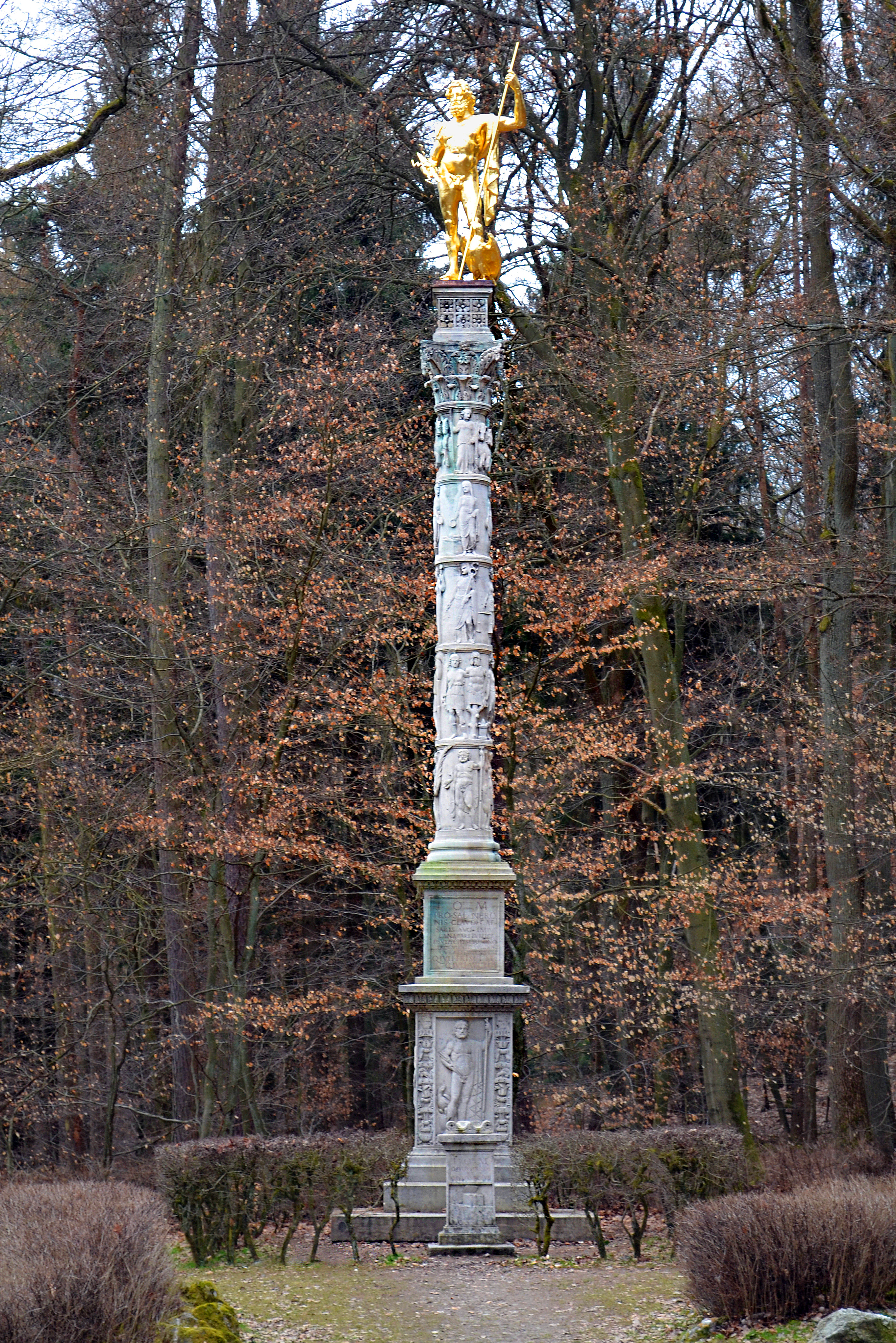
Reconstitution d’une colonne de Jupiter, Bad Homburg, Saalburg

Les colonnes étaient souvent placées dans une enceinte fortifiée et un autel.
Si aucun monument n'a survécu intact, elles sont connues à partir de découvertes faites au cours de fouilles ou d’un réemploi architectural comme par exemple dans les églises chrétiennes.
Récemment, des reconstructions de certaines colonnes de Jupiter ont été érigées à l'endroit ou à proximité de l'endroit où elles ont été trouvées, comme à Ladenburg, Obernburg, Benningen am Neckar, Sinsheim, Stuttgart, Mayence et près de Saalburg.

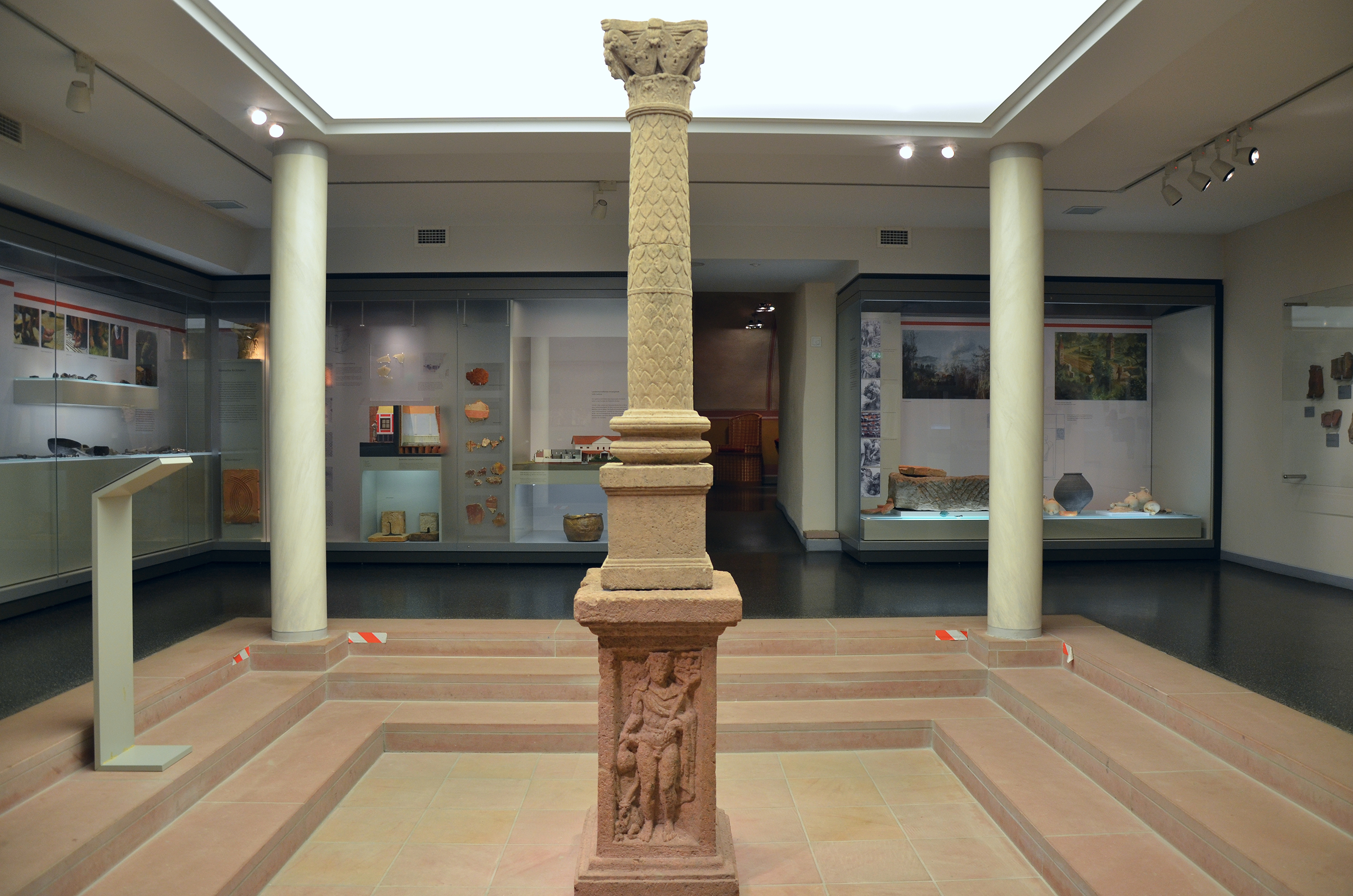
Colonne de Jupiter, Musée Schloss Fechenbach, Dieburg, Allemagne

Selon l'historien Greg Woolf, les piliers représentent la victoire de Jupiter Optimus Maximus sur les forces du chaos, le dieu lui-même est élevé au-dessus des autres dieux et de l'humanité, mais étroitement lié à eux. Woolf considère la plupart de ces monuments comme des dédicaces individuelles.